# Klasyfikacja dziedzin i dyscyplin naukowych w Polsce
Klasyfikacja dziedzin i dyscyplin naukowych w Polsce – administracyjne ustalenie klasyfikacji dziedzin i dyscyplin naukowych, stosowanej w organizacji badań, klasyfikacji dziedzin stopni naukowych i kierunków nauczania w uczelniach wyższych oraz dla celów statystycznych.

## Klasyfikacja dziedzin i dyscyplin naukowych od roku 2022
Na mocy Rozporządzenia Ministra Edukacji i Nauki z dnia 11 października 2022 r. w sprawie dziedzin nauki i dyscyplin naukowych oraz dyscyplin artystycznych utrzymano dwustopniowy podział na dziedziny i dyscypliny. Rozporządzanie weszło w życie 11 listopada 2022 r. Rozporządzenie wprowadziło nową dziedzinę i dyscyplinę nauk o rodzinie oraz dyscyplinę nauk biblijnych. Osobną dziedziną stały się ponownie nauki weterynaryjne, a w dziedzinie nauk inżynieryjno-technicznych do grupy „automatyka, elektronika, elektrotechnika” dołączono „technologie kosmiczne”.
1. Dziedzina nauk humanistycznych
- archeologia
- etnologia i antropologia kulturowa
- filozofia
- historia
- językoznawstwo
- literaturoznawstwo
- nauki o kulturze i religii
- nauki o sztuce
- polonistyka

2. Dziedzina nauk inżynieryjno-technicznych
- architektura i urbanistyka
- automatyka, elektronika, elektrotechnika i technologie kosmiczne
- informatyka techniczna i telekomunikacja
- inżynieria bezpieczeństwa
- inżynieria biomedyczna
- inżynieria chemiczna
- inżynieria lądowa, geodezja i transport
- inżynieria materiałowa
- inżynieria mechaniczna
- inżynieria środowiska, górnictwo i energetyka
- ochrona dziedzictwa i konserwacja zabytków

3. Dziedzina nauk medycznych i nauk o zdrowiu
- biologia medyczna
- nauki farmaceutyczne
- nauki medyczne
- nauki o kulturze fizycznej
- nauki o zdrowiu

4.Dziedzina nauk o rodzinie
- nauki o rodzinie

5. Dziedzina nauk rolniczych
- nauki leśne
- rolnictwo i ogrodnictwo
- technologia żywności i żywienia
- zootechnika i rybactwo

6. Dziedzina nauk społecznych
- ekonomia i finanse
- geografia społeczno-ekonomiczna i gospodarka przestrzenna
- nauki o bezpieczeństwie
- nauki o komunikacji społecznej i mediach
- nauki o polityce i administracji
- nauki o zarządzaniu i jakości
- nauki prawne
- nauki socjologiczne
- pedagogika
- prawo kanoniczne
- psychologia
- stosunki międzynarodowe

7. Dziedzina nauk ścisłych i przyrodniczych
- astronomia
- biotechnologia
- informatyka
- matematyka
- nauki biologiczne
- nauki chemiczne
- nauki fizyczne
- nauki o Ziemi i środowisku

8. Dziedzina nauk teologicznych
- nauki biblijne
- nauki teologiczne

9. Dziedzina nauk weterynaryjnych
- weterynaria

10. Dziedzina sztuki
- sztuki filmowe i teatralne
- sztuki muzyczne
- sztuki plastyczne i konserwacja dzieł sztuki

## Klasyfikacje historyczne

### Klasyfikacja dziedzin i dyscyplin naukowych w latach 2005–2011
Zgodnie z uchwałami Centralnej Komisji do Spraw Stopni i Tytułów dziedzinami nauki i dziedzinami sztuki oraz wchodzącymi w ich skład dyscyplinami naukowymi i artystycznymi były:
1. Nauki biologiczne
- biochemia
- biofizyka
- biologia
- biotechnologia
- ekologia
- mikrobiologia

2. Nauki chemiczne
- biochemia
- biotechnologia
- chemia
- ochrona środowiska
- technologia chemiczna

3. Nauki ekonomiczne
- ekonomia
- nauki o zarządzaniu

4. Nauki farmaceutyczne
5. Nauki fizyczne
- astronomia
- biofizyka
- fizyka
- geofizyka

6. Nauki humanistyczne
- archeologia
- bibliologia
- etnologia
- filozofia
- historia
- historia sztuki
- językoznawstwo
- kulturoznawstwo
- literaturoznawstwo
- nauki o bezpieczeństwie
- nauki o obronności
- nauki o polityce
- nauki o poznaniu i komunikacji społecznej
- nauki o sztuce
- nauki o zarządzaniu
- pedagogika
- psychologia
- religioznawstwo
- socjologia

7. Nauki leśne
- drzewnictwo
- leśnictwo

8. Nauki matematyczne
- informatyka
- matematyka

9. Nauki medyczne
- inżynieria mechaniczno-medyczna
- inżynieria biomedyczna
- biologia medyczna
- medycyna
- stomatologia

10. Nauki o kulturze fizycznej
11. Nauki o Ziemi
- geofizyka
- geografia
- geologia
- oceanologia
- geodezja

11a. Nauki o zdrowiu (od 31 stycznia 2009)
12. Nauki prawne
- nauka o administracji
- prawo
- prawo kanoniczne

13. Nauki rolnicze
- agronomia
- biotechnologia (od 31 stycznia 2009)
- inżynieria rolnicza
- kształtowanie środowiska
- ogrodnictwo
- rybactwo
- technologia żywności i żywienia
- zootechnika

14. Nauki techniczne
- architektura i urbanistyka
- automatyka i robotyka
- biocybernetyka i inżynieria biomedyczna
- biotechnologia
- budowa i eksploatacja maszyn
- budownictwo
- elektronika
- elektrotechnika
- energetyka (od 31 stycznia 2009)
- geodezja i kartografia
- górnictwo i geologia inżynierska
- informatyka
- inżynieria chemiczna
- inżynieria materiałowa
- inżynieria środowiska
- mechanika
- metalurgia
- technologia chemiczna
- telekomunikacja
- transport
- włókiennictwo

15. Nauki teologiczne
16. Nauki weterynaryjne
17. Nauki wojskowe
18. Sztuki filmowe
19. Sztuki muzyczne
- dyrygentura
- instrumentalistyka
- kompozycja i teoria muzyki
- reżyseria dźwięku
- rytmika i taniec
- wokalistyka

20. Sztuki plastyczne
- sztuki piękne
- sztuki projektowe (do 30 stycznia 2009 sztuki użytkowe)
- konserwacja i restauracja dzieł sztuki (od 31 stycznia 2009)

21. Sztuki teatralne

### Klasyfikacja dziedzin i dyscyplin naukowych w latach 2011–2018
Na mocy Rozporządzenia Ministra Nauki i Szkolnictwa Wyższego z dnia 8 sierpnia 2011 roku w sprawie obszarów wiedzy, dziedzin nauki i sztuki oraz dyscyplin naukowych i artystycznych systematyka przybrała trójstopniowy (a nie jak wcześniej dwustopniowy) podział nauk, uwzględniając obszary wiedzy, dziedziny nauki, a w nich dyscypliny naukowe.
1. obszar nauk humanistycznych
- dziedzina nauk humanistycznych
  - archeologia
  - bibliologia i informatologia
  - etnologia
  - filozofia
  - historia
  - historia sztuki
  - językoznawstwo
  - kulturoznawstwo
  - literaturoznawstwo
  - nauki o rodzinie
  - nauki o sztuce
  - nauki o zarządzaniu
  - religioznawstwo
- dziedzina nauk teologicznych

2. obszar nauk społecznych
- dziedzina nauk społecznych
  - nauki o bezpieczeństwie
  - nauki o obronności
  - nauki o mediach
  - nauki o polityce
  - nauki o polityce publicznej
  - nauki o poznaniu i komunikacji społecznej
  - pedagogika
  - psychologia
  - socjologia
- dziedzina nauk ekonomicznych
  - ekonomia
  - finanse
  - nauki o zarządzaniu
  - towaroznawstwo
- dziedzina nauk prawnych
  - nauki o administracji
  - prawo
  - prawo kanoniczne

3. obszar nauk ścisłych
- dziedzina nauk matematycznych
  - matematyka
  - informatyka
- dziedzina nauk fizycznych
  - astronomia
  - biofizyka
  - fizyka
  - geofizyka
- dziedzina nauk chemicznych
  - biochemia
  - biotechnologia
  - chemia
  - ochrona środowiska
  - technologia chemiczna

4. obszar nauk przyrodniczych
- dziedzina nauk biologicznych
  - biochemia
  - biofizyka
  - biologia
  - biotechnologia
  - ekologia
  - mikrobiologia
  - ochrona środowiska
- dziedzina nauk o Ziemi
  - geofizyka
  - geografia
  - geologia
  - oceanologia

5. obszar nauk technicznych
- dziedzina nauk technicznych
  - architektura i urbanistyka
  - automatyka i robotyka
  - biocybernetyka i inżynieria biomedyczna
  - biotechnologia
  - budowa i eksploatacja maszyn
  - budownictwo
  - elektronika
  - elektrotechnika
  - energetyka
  - geodezja i kartografia
  - górnictwo i geologia inżynierska
  - informatyka
  - inżynieria chemiczna
  - inżynieria materiałowa
  - inżynieria produkcji
  - inżynieria rolnicza
  - inżynieria środowiska
  - mechanika
  - metalurgia
  - technologia chemiczna
  - telekomunikacja
  - transport
  - włókiennictwo

6. obszar nauk rolniczych, leśnych i weterynaryjnych
- dziedzina nauk rolniczych
  - agronomia
  - biotechnologia
  - inżynieria rolnicza
  - ochrona i kształtowanie środowiska
  - ogrodnictwo
  - rybactwo
  - technologia żywności i żywienia
  - zootechnika
- dziedzina nauk leśnych
  - drzewnictwo
  - leśnictwo
- dziedzina nauk weterynaryjnych

7. obszar nauk medycznych i nauk o zdrowiu
- dziedzina nauk medycznych
  - biologia medyczna
  - medycyna
  - stomatologia
- dziedzina nauk farmaceutycznych
- dziedzina nauk o zdrowiu
- dziedzina nauk o kulturze fizycznej

8. obszar sztuki
- dziedzina sztuk filmowych
- dziedzina sztuk muzycznych
  - dyrygentura
  - instrumentalistyka
  - kompozycja i teoria muzyki
  - reżyseria dźwięku
  - rytmika i taniec
  - wokalistyka
- dziedzina sztuk plastycznych
  - sztuki piękne
  - sztuki projektowe
  - konserwacja i restauracja dzieł sztuki
- dziedzina sztuk teatralnych

### Klasyfikacja dziedzin i dyscyplin naukowych w latach 2018–2022
Na mocy Rozporządzenia Ministra Nauki i Szkolnictwa Wyższego z dnia 20 września 2018 roku wprowadzono podział dwustopniowy na dziedziny i dyscypliny. Rozporządzanie weszło w życie 1 października 2018 roku. Celem tej zmiany było zmniejszenie liczby dyscyplin naukowych. Określono dziedziny nauk i w każdej z nich dyscypliny nauki.
1. Dziedzina nauk humanistycznych
- archeologia
- filozofia
- historia
- językoznawstwo
- literaturoznawstwo
- nauki o kulturze i religii
- nauki o sztuce

2. Dziedzina nauk inżynieryjno-technicznych
- architektura i urbanistyka
- automatyka, elektronika i elektrotechnika
- informatyka techniczna i telekomunikacja
- inżynieria biomedyczna
- inżynieria chemiczna
- inżynieria lądowa i transport
- inżynieria materiałowa
- inżynieria mechaniczna
- inżynieria środowiska, górnictwo i energetyka

3. Dziedzina nauk medycznych i nauk o zdrowiu
- nauki farmaceutyczne
- nauki medyczne
- nauki o kulturze fizycznej
- nauki o zdrowiu

4. Dziedzina nauk rolniczych
- nauki leśne
- rolnictwo i ogrodnictwo
- technologia żywności i żywienia
- weterynaria
- zootechnika i rybactwo

5. Dziedzina nauk społecznych
- ekonomia i finanse
- geografia społeczno-ekonomiczna i gospodarka przestrzenna
- nauki o bezpieczeństwie
- nauki o komunikacji społecznej i mediach
- nauki o polityce i administracji
- nauki o zarządzaniu i jakości
- nauki prawne
- nauki socjologiczne
- pedagogika
- prawo kanoniczne
- psychologia

6. Dziedzina nauk ścisłych i przyrodniczych
- astronomia
- informatyka
- matematyka
- nauki biologiczne
- nauki chemiczne
- nauki fizyczne
- nauki o Ziemi i środowisku

7. Dziedzina nauk teologicznych
- nauki teologiczne

8. Dziedzina sztuki
- sztuki filmowe i teatralne
- sztuki muzyczne
- sztuki plastyczne i konserwacja dzieł sztuki